# Rúben Tavares
Rúben Tavares (26 de julio de 2001) es un deportista portugués que compite en gimnasia en la modalidad de trampolín.
Ganó una medalla de oro en el Campeonato Mundial de Gimnasia en Trampolín de 2022 y una medalla de plata en el Campeonato Europeo de Gimnasia en Trampolín de 2022, ambas en la prueba por equipo.

## Palmarés internacional
| Campeonato Mundial | Campeonato Mundial | Campeonato Mundial | Campeonato Mundial |
| Año                | Lugar              | Medalla            | Prueba             |
| ------------------ | ------------------ | ------------------ | ------------------ |
| 2022               | Sofía (Bulgaria)   | Medalla de oro     | Equipo             |
| Campeonato Europeo |                    |                    |                    |
| Año                | Lugar              | Medalla            | Prueba             |
| 2022               | Rímini (Italia)    | Medalla de plata   | Equipo             |